# Gianfranco Zola
Gianfranco Zola (ur. 5 lipca 1966 w miejscowości Oliena na Sardynii) – włoski piłkarz grający na pozycji napastnika, zawodnik m.in. angielskiego klubu Chelsea. Od 2008 do 2010 roku prowadził West Ham United.

## Kariera piłkarska
Swój pierwszy profesjonalny kontrakt Zola podpisał w 1984 roku z sardyńskim klubem Nuorese Calcio. Pięć lat później został zawodnikiem klubu Serie A SSC Napoli. W zwycięskim w lidze sezonie 1989/1990 Zola zdobył 2 bramki, grając u boku samego Diego Maradony. W 1991 roku wywalczył z klubem Superpuchar Włoch i zadebiutował w reprezentacji Włoch pod wodzą Arriga Sacchiego. W 1993 opuścił Neapol aby związać się z zespołem AC Parma. W 1995 zdobył z zespołem Puchar UEFA oraz wicemistrzostwo Włoch. W tym klubie budował swoją reputację jednego z najlepszych włoskich napastników.
W 1996 roku Zola przeszedł do klubu Chelsea F.C. grającego w Premiership. W 1997 zdobył z drużyną Puchar Anglii i został wybrany graczem roku ligi angielskiej przez stowarzyszenie dziennikarzy sportowych. W 1998 roku pomógł klubowi w wygraniu Pucharu Ligi Angielskiej, Pucharu Zdobywców Pucharów Europy oraz Superpucharu Europy. W 2000 roku ponownie zdobył z drużyną Puchar Anglii.
Jego gol po 21 sekundach od pojawienia się na boisku w finale Pucharu Zdobywców Pucharów w 1998 przeciwko VfB Stuttgart na stadionie Råsunda w Sztokholmie był jednym z najwspanialszych momentów w jego karierze. Już w drugim kontakcie z piłką otrzymał długie podanie od Dennisa Wise’a i pokonał bramkarza Stuttgartu zapewniając Chelsea wygraną 1:0 i zdobycie pierwszego od 28 lat i drugiego w historii europejskiego pucharu. Jego specjalnością były właśnie niezwykłe bramki. Jednym z najlepszych w historii Premiership rzutów wolnych popisał się Zola w meczu z Tottenhamem w styczniu 2003.
Latem 2003 roku, kiedy pojawiły się plotki o zakupie Chelsea przez zagranicznych inwestorów, Zola opuścił klub ze Stamford Bridge i przeniósł się do klubu Cagliari Calcio. Nowy właściciel klubu Roman Abramowicz próbował odzyskać włoską gwiazdę, jednak działacze z Cagliari mu odmówili. Zola poprowadził klub z Sardynii do awansu do Serie A. Potem przedłużył kontrakt o rok i w czerwcu 2005 rozegrał ostatni mecz w karierze, z Juventusem.
W reprezentacji Włoch Gianfranco Zola rozegrał 35 meczów i zdobył 8 goli. Występował z drużyną na Mistrzostwach Świata w 1994 oraz na Euro 1996. Jego ostatnim występem był mecz eliminacji do Mistrzostw Świata przeciwko Anglii w październiku 1997 roku.
W swojej karierze w Chelsea Zola zdobył ogółem 89 bramek, w tym 14 z rzutów wolnych. W 2003 roku został wybrany przez fanów The Blues najlepszym piłkarzem klubu w historii. W listopadzie 2004 otrzymał Order Imperium Brytyjskiego podczas specjalnej ceremonii w Rzymie.

## Kariera trenerska
W 2008 roku Gianfranco podpisał 3-letni kontrakt z West Ham United jako trener. 11 maja 2010 roku został zwolniony ze stanowiska.
7 lipca 2012 roku został trenerem Watfordu podpisując dwuletnią umowę. W pierwszym sezonie doprawadził klub do trzeciego miejsca, co dało awans do play-offów. Watford awansował do finału rozegranego na Wembley, w którym uległ Crystal Palace po dogrywce. 16 grudnia 2013 roku zrezygnował z pracy w klubie.
Od grudnia 2014 do 2015 był trenerem występującego w Serie A zespołu Cagliari.
11 lipca 2015 roku został ogłoszony na stanowisku nowego trenera katarskiego klubu Al-Arabi. Został zwolniony w czerwcu 2016 roku, gdy prowadzony przez niego zespół zakończył rozgrywki ligowe na 8. miejscu.
W grudniu 2016 roku Zola podpisał kontrakt z Birmingham City 17 kwietnia, po porażce z Burton Albion, ogłosił rezygnację ze stanowiska trenera, pozostawiając zespół trzy punkty nad strefą spadkową.
Gianfranco powrócił do Chelsea, gdy 18 lipca 2018 roku przejął rolę asystenta nowego menedżera The Blues Maurizio Sarriego.